# Águas de Santa Bárbara
Águas de Santa Bárbara – miasto i gmina w Brazylii, w stanie São Paulo. Znajduje się w mezoregionie Bauru i mikroregionie Avaré.